# Elionor d'Alburquerque

Escut de Elionor d'Alburquerque

Elionor d'Alburquerque, anomenada la Ricahembra (Castella, c. 1374 - Medina del Campo, 16 de desembre de 1435), fou comtessa d'Alburquerque i de Ledesma i senyora de Castro de Haro, entre altres dominis a Castella, i reina consort d'Aragó, de València, de Mallorca, de Sardenya, de Còrsega (nominal) i de Sicília, duquessa consort (nominal) d'Atenes i de Neopàtria i comtessa consort de Barcelona, de Rosselló i de Cerdanya (1412 - 1416). Coneguda també com a Elionor Urraca de Castella.

## Ascendència
Elionor pertanyia al llinatge dels Alburquerque, línia secundària de la Casa reial de Castella (dinastia Trastàmara).
Genealogia simplificada d'Elionor d'Alburquerque:
|  |  |  |  |                                                                               |                                                                               | Alfons XI de Castella el Justicier rei de Castella (1312-1350) *1311 †1350    | Alfons XI de Castella el Justicier rei de Castella (1312-1350) *1311 †1350    | Alfons XI de Castella el Justicier rei de Castella (1312-1350) *1311 †1350    | Alfons XI de Castella el Justicier rei de Castella (1312-1350) *1311 †1350    | Alfons XI de Castella el Justicier rei de Castella (1312-1350) *1311 †1350 | Alfons XI de Castella el Justicier rei de Castella (1312-1350) *1311 †1350 |                                                      |                                                      |                                                      |                                                      |                                                      |                                                      | Elionor de Guzmán *1310 (=)1329 †1351 | Elionor de Guzmán *1310 (=)1329 †1351 | Elionor de Guzmán *1310 (=)1329 †1351 | Elionor de Guzmán *1310 (=)1329 †1351 | Elionor de Guzmán *1310 (=)1329 †1351 | Elionor de Guzmán *1310 (=)1329 †1351 |                        |                        | Pere I de Portugal rei de Portugal (1357-1367) *1320 †1367 | Pere I de Portugal rei de Portugal (1357-1367) *1320 †1367 | Pere I de Portugal rei de Portugal (1357-1367) *1320 †1367 | Pere I de Portugal rei de Portugal (1357-1367) *1320 †1367 | Pere I de Portugal rei de Portugal (1357-1367) *1320 †1367 | Pere I de Portugal rei de Portugal (1357-1367) *1320 †1367 |                                       |                                       |                                       |                                       |                                       |                                       | Agnès de Castro *1325 =1346 †1355  | Agnès de Castro *1325 =1346 †1355  | Agnès de Castro *1325 =1346 †1355  | Agnès de Castro *1325 =1346 †1355  | Agnès de Castro *1325 =1346 †1355  | Agnès de Castro *1325 =1346 †1355  |  |  |  |  |
|  |  |  |  |                                                                               |                                                                               | Alfons XI de Castella el Justicier rei de Castella (1312-1350) *1311 †1350    | Alfons XI de Castella el Justicier rei de Castella (1312-1350) *1311 †1350    | Alfons XI de Castella el Justicier rei de Castella (1312-1350) *1311 †1350    | Alfons XI de Castella el Justicier rei de Castella (1312-1350) *1311 †1350    | Alfons XI de Castella el Justicier rei de Castella (1312-1350) *1311 †1350 | Alfons XI de Castella el Justicier rei de Castella (1312-1350) *1311 †1350 |                                                      |                                                      |                                                      |                                                      |                                                      |                                                      | Elionor de Guzmán *1310 (=)1329 †1351 | Elionor de Guzmán *1310 (=)1329 †1351 | Elionor de Guzmán *1310 (=)1329 †1351 | Elionor de Guzmán *1310 (=)1329 †1351 | Elionor de Guzmán *1310 (=)1329 †1351 | Elionor de Guzmán *1310 (=)1329 †1351 |                        |                        | Pere I de Portugal rei de Portugal (1357-1367) *1320 †1367 | Pere I de Portugal rei de Portugal (1357-1367) *1320 †1367 | Pere I de Portugal rei de Portugal (1357-1367) *1320 †1367 | Pere I de Portugal rei de Portugal (1357-1367) *1320 †1367 | Pere I de Portugal rei de Portugal (1357-1367) *1320 †1367 | Pere I de Portugal rei de Portugal (1357-1367) *1320 †1367 |                                       |                                       |                                       |                                       |                                       |                                       | Agnès de Castro *1325 =1346 †1355  | Agnès de Castro *1325 =1346 †1355  | Agnès de Castro *1325 =1346 †1355  | Agnès de Castro *1325 =1346 †1355  | Agnès de Castro *1325 =1346 †1355  | Agnès de Castro *1325 =1346 †1355  |  |  |  |  |
|  |  |  |  |                                                                               |                                                                               |                                                                               |                                                                               |                                                                               |                                                                               |                                                                            |                                                                            |                                                      |                                                      |                                                      |                                                      |                                                      |                                                      |                                       |                                       |                                       |                                       |                                       |                                       |                        |                        |                                                            |                                                            |                                                            |                                                            |                                                            |                                                            |                                       |                                       |                                       |                                       |                                       |                                       |                                    |                                    |                                    |                                    |                                    |                                    |  |  |  |  |
|  |  |  |  |                                                                               |                                                                               |                                                                               |                                                                               |                                                                               |                                                                               |                                                                            |                                                                            |                                                      |                                                      |                                                      |                                                      |                                                      |                                                      |                                       |                                       |                                       |                                       |                                       |                                       |                        |                        |                                                            |                                                            |                                                            |                                                            |                                                            |                                                            |                                       |                                       |                                       |                                       |                                       |                                       |                                    |                                    |                                    |                                    |                                    |                                    |  |  |  |  |
|  |  |  |  | Enric II de Castella el de les Mercès rei de Castella (1369-1379) *1333 †1379 | Enric II de Castella el de les Mercès rei de Castella (1369-1379) *1333 †1379 | Enric II de Castella el de les Mercès rei de Castella (1369-1379) *1333 †1379 | Enric II de Castella el de les Mercès rei de Castella (1369-1379) *1333 †1379 | Enric II de Castella el de les Mercès rei de Castella (1369-1379) *1333 †1379 | Enric II de Castella el de les Mercès rei de Castella (1369-1379) *1333 †1379 |                                                                            |                                                                            | Sanç d'Alburquerque comte d'Alburquerque *1342 †1375 | Sanç d'Alburquerque comte d'Alburquerque *1342 †1375 | Sanç d'Alburquerque comte d'Alburquerque *1342 †1375 | Sanç d'Alburquerque comte d'Alburquerque *1342 †1375 | Sanç d'Alburquerque comte d'Alburquerque *1342 †1375 | Sanç d'Alburquerque comte d'Alburquerque *1342 †1375 |                                       |                                       |                                       |                                       |                                       |                                       |                        |                        |                                                            |                                                            |                                                            |                                                            |                                                            |                                                            | Beatriu de Portugal *1347 =1373 †1381 | Beatriu de Portugal *1347 =1373 †1381 | Beatriu de Portugal *1347 =1373 †1381 | Beatriu de Portugal *1347 =1373 †1381 | Beatriu de Portugal *1347 =1373 †1381 | Beatriu de Portugal *1347 =1373 †1381 |                                    |                                    |                                    |                                    |                                    |                                    |  |  |  |  |
|  |  |  |  | Enric II de Castella el de les Mercès rei de Castella (1369-1379) *1333 †1379 | Enric II de Castella el de les Mercès rei de Castella (1369-1379) *1333 †1379 | Enric II de Castella el de les Mercès rei de Castella (1369-1379) *1333 †1379 | Enric II de Castella el de les Mercès rei de Castella (1369-1379) *1333 †1379 | Enric II de Castella el de les Mercès rei de Castella (1369-1379) *1333 †1379 | Enric II de Castella el de les Mercès rei de Castella (1369-1379) *1333 †1379 |                                                                            |                                                                            | Sanç d'Alburquerque comte d'Alburquerque *1342 †1375 | Sanç d'Alburquerque comte d'Alburquerque *1342 †1375 | Sanç d'Alburquerque comte d'Alburquerque *1342 †1375 | Sanç d'Alburquerque comte d'Alburquerque *1342 †1375 | Sanç d'Alburquerque comte d'Alburquerque *1342 †1375 | Sanç d'Alburquerque comte d'Alburquerque *1342 †1375 |                                       |                                       |                                       |                                       |                                       |                                       |                        |                        |                                                            |                                                            |                                                            |                                                            |                                                            |                                                            | Beatriu de Portugal *1347 =1373 †1381 | Beatriu de Portugal *1347 =1373 †1381 | Beatriu de Portugal *1347 =1373 †1381 | Beatriu de Portugal *1347 =1373 †1381 | Beatriu de Portugal *1347 =1373 †1381 | Beatriu de Portugal *1347 =1373 †1381 |                                    |                                    |                                    |                                    |                                    |                                    |  |  |  |  |
|  |  |  |  |                                                                               |                                                                               |                                                                               |                                                                               |                                                                               |                                                                               |                                                                            |                                                                            |                                                      |                                                      |                                                      |                                                      |                                                      |                                                      |                                       |                                       |                                       |                                       |                                       |                                       |                        |                        |                                                            |                                                            |                                                            |                                                            |                                                            |                                                            |                                       |                                       |                                       |                                       |                                       |                                       |                                    |                                    |                                    |                                    |                                    |                                    |  |  |  |  |
|  |  |  |  | Joan I de Castella rei de Castella (1379-1390) *1358 †1390                    | Joan I de Castella rei de Castella (1379-1390) *1358 †1390                    | Joan I de Castella rei de Castella (1379-1390) *1358 †1390                    | Joan I de Castella rei de Castella (1379-1390) *1358 †1390                    | Joan I de Castella rei de Castella (1379-1390) *1358 †1390                    | Joan I de Castella rei de Castella (1379-1390) *1358 †1390                    |                                                                            |                                                                            |                                                      |                                                      |                                                      |                                                      |                                                      |                                                      |                                       |                                       |                                       |                                       | Elionor d'Alburquerque                | Elionor d'Alburquerque                | Elionor d'Alburquerque | Elionor d'Alburquerque | Elionor d'Alburquerque                                     | Elionor d'Alburquerque                                     |                                                            |                                                            |                                                            |                                                            |                                       |                                       |                                       |                                       |                                       |                                       |                                    |                                    |                                    |                                    |                                    |                                    |  |  |  |  |
|  |  |  |  | Joan I de Castella rei de Castella (1379-1390) *1358 †1390                    | Joan I de Castella rei de Castella (1379-1390) *1358 †1390                    | Joan I de Castella rei de Castella (1379-1390) *1358 †1390                    | Joan I de Castella rei de Castella (1379-1390) *1358 †1390                    | Joan I de Castella rei de Castella (1379-1390) *1358 †1390                    | Joan I de Castella rei de Castella (1379-1390) *1358 †1390                    |                                                                            |                                                                            |                                                      |                                                      |                                                      |                                                      |                                                      |                                                      |                                       |                                       |                                       |                                       | Elionor d'Alburquerque                | Elionor d'Alburquerque                | Elionor d'Alburquerque | Elionor d'Alburquerque | Elionor d'Alburquerque                                     | Elionor d'Alburquerque                                     |                                                            |                                                            |                                                            |                                                            |                                       |                                       |                                       |                                       |                                       |                                       |                                    |                                    |                                    |                                    |                                    |                                    |  |  |  |  |
|  |  |  |  |                                                                               |                                                                               |                                                                               |                                                                               |                                                                               |                                                                               |                                                                            |                                                                            |                                                      |                                                      |                                                      |                                                      |                                                      |                                                      |                                       |                                       |                                       |                                       |                                       |                                       |                        |                        |                                                            |                                                            |                                                            |                                                            |                                                            |                                                            |                                       |                                       |                                       |                                       |                                       |                                       |                                    |                                    |                                    |                                    |                                    |                                    |  |  |  |  |
|  |  |  |  | Ferran I d'Aragó el d'Antequera rei d'Aragó etc. (1412-1416) *1380 †1416      | Ferran I d'Aragó el d'Antequera rei d'Aragó etc. (1412-1416) *1380 †1416      | Ferran I d'Aragó el d'Antequera rei d'Aragó etc. (1412-1416) *1380 †1416      | Ferran I d'Aragó el d'Antequera rei d'Aragó etc. (1412-1416) *1380 †1416      | Ferran I d'Aragó el d'Antequera rei d'Aragó etc. (1412-1416) *1380 †1416      | Ferran I d'Aragó el d'Antequera rei d'Aragó etc. (1412-1416) *1380 †1416      |                                                                            |                                                                            |                                                      |                                                      |                                                      |                                                      |                                                      |                                                      |                                       |                                       |                                       |                                       |                                       |                                       |                        |                        |                                                            |                                                            |                                                            |                                                            |                                                            |                                                            |                                       |                                       |                                       |                                       |                                       |                                       | * naixement = matrimoni † defunció | * naixement = matrimoni † defunció | * naixement = matrimoni † defunció | * naixement = matrimoni † defunció | * naixement = matrimoni † defunció | * naixement = matrimoni † defunció |  |  |  |  |
|  |  |  |  | Ferran I d'Aragó el d'Antequera rei d'Aragó etc. (1412-1416) *1380 †1416      | Ferran I d'Aragó el d'Antequera rei d'Aragó etc. (1412-1416) *1380 †1416      | Ferran I d'Aragó el d'Antequera rei d'Aragó etc. (1412-1416) *1380 †1416      | Ferran I d'Aragó el d'Antequera rei d'Aragó etc. (1412-1416) *1380 †1416      | Ferran I d'Aragó el d'Antequera rei d'Aragó etc. (1412-1416) *1380 †1416      | Ferran I d'Aragó el d'Antequera rei d'Aragó etc. (1412-1416) *1380 †1416      |                                                                            |                                                                            |                                                      |                                                      |                                                      |                                                      |                                                      |                                                      |                                       |                                       |                                       |                                       |                                       |                                       |                        |                        |                                                            |                                                            |                                                            |                                                            |                                                            |                                                            |                                       |                                       |                                       |                                       |                                       |                                       | * naixement = matrimoni † defunció | * naixement = matrimoni † defunció | * naixement = matrimoni † defunció | * naixement = matrimoni † defunció | * naixement = matrimoni † defunció | * naixement = matrimoni † defunció |  |  |  |  |

## LaRicahembra

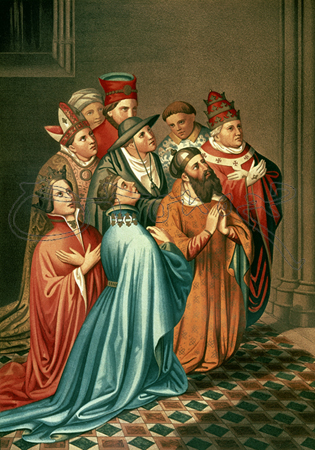
Ferran d'Antequera, Elionor d'Alburquerque i Benet XIII, dibuix del a partir d'un retaule desaparegut

Es va casar el 1395 amb l'infant Ferran, fill del seu cosí Joan I de Castella i futur Ferran I d'Aragó. Va aportar de dot el seu important patrimoni, que comprenia les terres més riques de la Rioja, el baix Tormes i Extremadura. D'aquesta manera, Ferran va aplegar un domini molt extens per tot Castella, que governava com a regent des de 1406. Anys més tard, el poder econòmic així aconseguit va ser un factor de pes que ajudà finalment a la seva elecció com a nou sobirà de la Corona d'Aragó en el Compromís de Casp, el 1412.
Ja reina, mantingué una seguida correspondència amb la priora de Santo Domingo de Toledo, Teresa de Ayala, sobre el Cisma d'Occident i influí sobre el seu marit perquè abandonés la causa de Benet XIII.
Vídua el 1416, Elionor es va retirar a Castella, on intentà reivindicar per al seu fill Enric les terres que hi havia posseït el seu marit. Es va veure's implicada en les lluites dels Infants d'Aragó, els seus fills, contra el partit reialista encapçalat per Álvaro de Luna y Jarana. Intentà inútilment una conciliació. Acusada de sedició, i de complicitat amb la rebel·lió de l'infant Pere i la vila de Ledesma, li foren confiscades les possessions i lliurades a Álvaro de Luna i fou reclosa al convent de clarisses de Tordesillas.
El 1418 cedí el seu palau de Medina del Campo per a la fundació del convent de Santa María la Real (dit de les Dominicas Reales, reconstruït completament a finals del segle xv després d'un incendi que l'arrasà), on professà com a monja. Com a senyora de Medina, el 1421 dictà unes ordinacions (Ordenanzas del aposentamiento de feriantes) que són considerades les primeres de les fires de Medina del Campo.

## Mort i enterrament
Elionor va morir al convent de Santa María la Real poc després de saber del desastre esdevingut a la batalla de Ponça (1435), on els seus fills Alfons, Joan i Enric foren derrotats i fets presoners.
Fou sepultada al mateix convent de Santa María la Real. El seu cos no s'arribà a portar al panteó reial del monestir de Poblet, tot i que la seva figura jacent havia estat esculpida per Pere Oller el 1417 a instància del seu fill Alfons al sepulcre que havia de compartir-hi amb el seu espòs.

## Núpcies i descendència

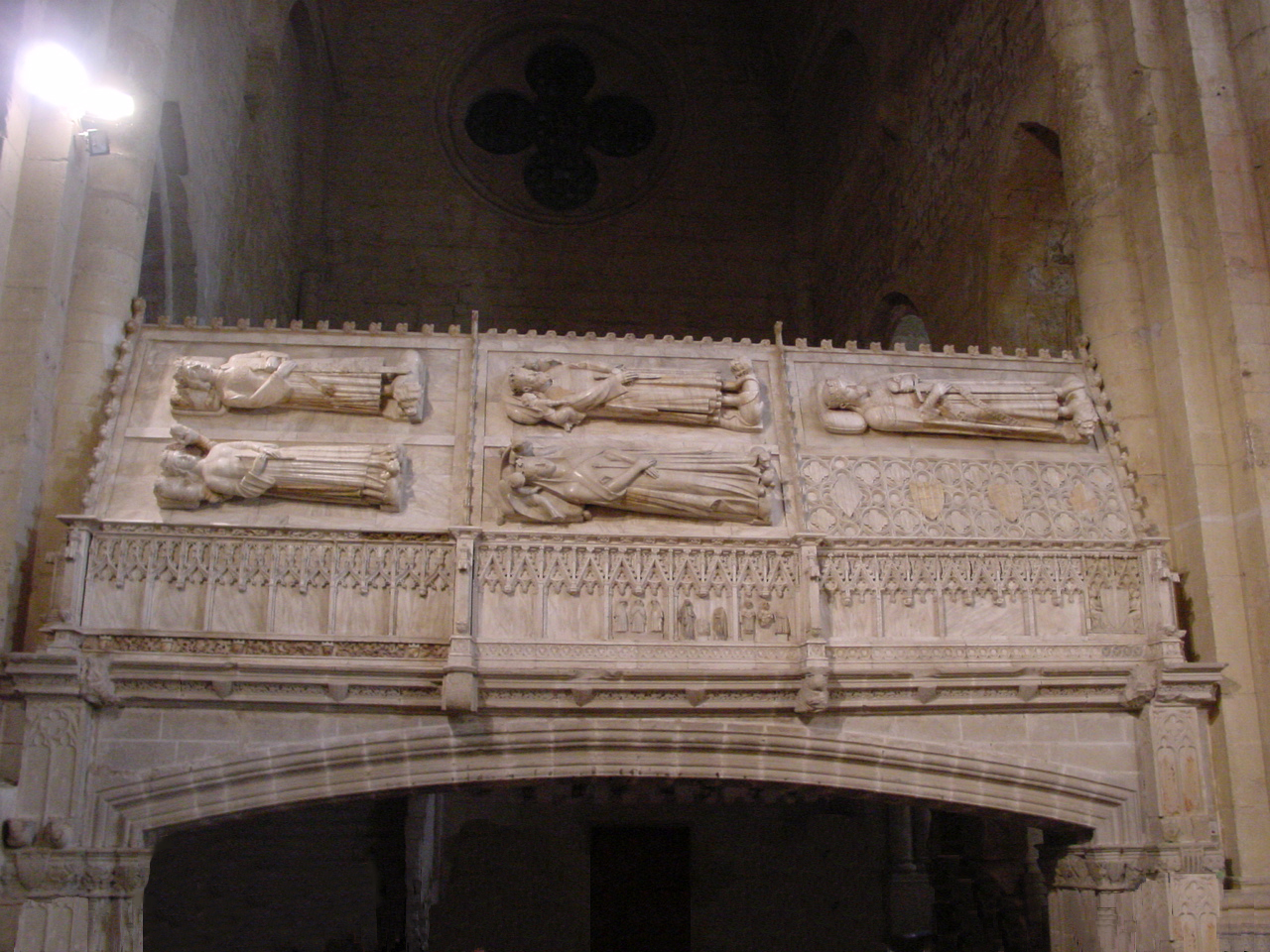
Estàtua jacent d'Elionor d'Alburquerque al panteó reial de Poblet (inferior esquerra)

Del seu matrimoni amb Ferran I d'Aragó va tenir set fills:
- Alfons el Magnànim (1396-1458), príncep de Girona (1414-1416) i després rei d'Aragó i comte de Barcelona
- Maria d'Aragó (1396-1445), casada el 1420 amb el seu cosí Joan II de Castella
- Sanç d'Aragó (1398-1415), gran mestre de l'orde de Calatrava i de l'orde d'Alcántara
- Joan II d'Aragó (1398-1479), duc de Montblanc i de Peñafiel, senyor de Balaguer, rei de Navarra i després rei d'Aragó i comte de Barcelona
- Enric d'Aragó (c. 1400-1445), duc de Villena, comte d'Alburquerque i d'Empúries, senyor de Sogorb, etc., i gran mestre de l'orde de Sant Jaume
- Elionor d'Aragó (c. 1400-1445), casada el 1420 amb Eduard I de Portugal
- Pere d'Aragó (1406-1438), duc de Noto, senyor de Terrassa, etc.

## Iconografia
- Fresc de la Virgen de la Antigua, de finals del segle xiv, però modificat en els segles xvi i xix. Capella de la Virgen de la Antigua, catedral de Sevilla. La figura orant d'Elionor, com a donant, apareix a l'extrem inferior dret. Segons la tradició (poc probable), al costat oposat hi havia la figura de Ferran d'Antequera, actualment desapareguda.
- Retaule del Judici Final, aparentment pintat per Lluc Borrassà, esclau de Lluís Borrassà, desaparegut a finals del segle xix. En sobreviu un dibuix que reprodueix la taula que representava Ferran d'Antequera, la reina Elionor, el papa Benet XIII i altres individus en actitud orant, efectuat per Jaume Serra per a la Iconografía española (1855-1864) de Valentín Carderera.
- Estàtua jacent al panteó reial del monestir de Poblet, obra encarregada a Pere Oller el 1417. Destruïda al segle xix i reconstruïda entre 1944 i 1952 per Frederic Marès.